# 共和国国防委员会
共和国国防委员会（简称 CDR），全称加泰罗尼亚共和国国防委员会，是在加泰罗尼亚地区一个委员会网络。其最初目的是促进加泰罗尼亚独立公投。独立公投后，他们通过了争取加泰罗尼亚共和国独立的新目标，并公开呼吁进行非暴力抗议和公民抗命。但共和国国防委员会也曾进行了破坏活动，包括封锁巴塞罗那的铁路线、地铁和埃尔普拉特机场等。

## 建立
共和国国防委员会成立于2017年9月，是由众多支持加泰罗尼亚独立运动组织组成的自愿团体。委员会的成员包括社会和文化组织的成员，支持独立的政党和加泰罗尼亚公民，他们组织起来反对西班牙政府在加泰罗尼亚地区的镇压。

## 目标
共和国国防委员会的最初目标是促进西班牙宪法法院认定违宪的加泰罗尼亚独立公投（1-O）的推进。加泰罗尼亚独立公投后，共和国国防委员会促进了针对西班牙警察的示威游行，并在2017年10月的加泰罗尼亚大罢工期间组织了多次示威行动。

## 活动
2017年10月，共和国国防委员会在加泰罗尼亚的大罢工期间组织了多次示威行动。

2018年3月25日，共和国国防委员会在巴塞罗那组织了大规模的示威游行，目的为反对加泰罗尼亚前任主席卡莱斯·普吉德蒙在德国被捕，范围包括巴塞罗那市中心的瓦伦西亚大街，欧盟委员会办公室所在的格拉西亚步行街。参加这次游行的人员包括支持加泰罗尼亚独立的巴塞罗那市民和已被停职加泰罗尼亚地方警察。

2018年10月1日，共和国国防委员会进行了1-O的周年纪念活动，封锁了加泰罗尼亚数条公路，以及赫罗纳高铁站。七点，CDR成员还切断了巴塞罗那市加泰罗尼亚广场、圣彼得罗达大街、恩典大街、 对角线大街、 阿拉贡大街和莱塔娜大街。数百人占据了赫罗纳市高铁站多条通道。

2019年11月26日，共和国国防委员会成员进入支持独立的“加泰罗尼亚共和左翼党”（ERC）政党总部，以谴责ERC拟与西班牙首相佩德罗·桑切斯领导的西班牙工人社会党合作，筹组联合政府。

2019年11月28日，共和国国防委员会在加泰罗尼亚首府巴塞罗那等其他城镇举行抗议示威活动，范围包括道路交通、公共广场、政府大楼、警局、大学校园、公共交通和地区铁路网络等。

共和国国防委员会于2019年12月2日至13日在马德里举行的气候大会期间以及12月18日新赛季巴塞罗那和皇家马德里首场“国家德比”西甲足球比赛期间举行大规模抗议活动。

## 逮捕
2019年9月23日，西班牙国民警卫队在巴塞罗那逮捕了9名共和国国防委员会成员。这些成员在犹大行动手下被监视了一年多，并因恐怖主义和持有爆炸物的指控而被捕。指控称，该组织策划袭击是对加泰罗尼亚独立运动领导人的审判结果的抗议，7人最终被指控属于恐怖组织，制造和持有枪支，并共谋造成刑事损害。

## 释放
2019年9月27日，在2019年9月23日被逮捕的九名共和国国防委员会成员中，有两名成员在作证后被释放。

2020年1月10日，西班牙最高法院释放了仍在监狱中的两个共和国国防委员会成员，分别缴纳了3万欧元和1.5万欧元的保释金。